# Pret A Manger
Pret A Manger, aussi appelé Pret, est une entreprise de restauration rapide britannique spécialisée dans la conception et la vente de sandwichs et de salades. Pret est une filiale du groupe JAB Holdings.
En 2023, le groupe détient 430 restaurants au Royaume-Uni dont la majorité (279) sont dans la région de Londres. L'enseigne comptabilise 45 restaurants en France : 38 restaurants en région parisienne, ainsi que 7 autres répartis sur les villes de Lyon, Nice, Toulouse, Rennes et Nantes. L'enseigne s'implante aussi en tant que restaurant de comité d'entreprise, notamment au sein des coulisses du complexe Disneyland Paris.

## Histoire
Pret A Manger, est une chaîne de restaurants de sandwichs, au Royaume-Uni. Depuis janvier 2007 certains magasins sont nommés « Pret ». La compagnie a été fondée à Londres en 1986 par deux amis : Sinclair Beecham et Julian Metcalfe, qui se sont rencontrés sur les bancs de l'université de droit de l'école Polytechnique de Londres. Le marketing de la compagnie est basé sur une passion pour la nourriture, avec un menu à base de produits frais. Tous les sandwichs sont confectionnés le jour même dans une cuisine indépendante pour chaque magasin. La compagnie redistribue les invendus chaque soir à des œuvres de charité distribuant de la nourriture à des sans-abris. Les sandwichs sont emballés de manière à rester frais.
En 2001, la compagnie McDonald's a acheté 33 % des parts de la compagnie puis a revendu ses parts a Bridgepoint Capital en 2008. Pret A Manger s'est développé aux États-Unis avec, à fin 2011, vingt-neuf restaurants à New York, trois à Washington DC, et trois à Chicago, et à Hong Kong, avec onze restaurants. À l'inverse des autres chaînes de fast-food, Pret A Manger n'est pas une franchise. La grande majorité de ses restaurants sont situés à Londres ; en octobre 2011 il y a plus de 220 restaurants au Royaume-Uni.
En France, le premier Pret A Manger a ouvert ses portes le 9 janvier 2012 dans le quartier de la Défense, au Dôme des Quatre Temps.
D'autres points de vente ont ouvert à Paris et dans sa région: rue Marbeuf dans le 8e arrondissement (9 mars 2012), Avenue de France dans le 13e arrondissement (1er juin 2012), à So Ouest à Levallois-Perret (17 octobre 2012), au 16 bis Boulevard Montmartre (aujourd'hui fermé), au 57 rue des Petits-Champs, à la Vallée Village à Serris, à Aéroville à Tremblay-en-France et à Issy-les-Moulineaux en 2013. Aux 25-27 rue Duphot (28 mars 2014) et au 40 Boulevard Haussmann au Lafayette Gourmet (septembre 2014). En mai 2015, l'enseigne ouvre un point de vente au sein de la Gare de Lyon. Suivront entre autres des ouvertures à Neuilly sur Seine, à la rue du Louvre, rue le Peltier, ou au terminal 3 de l'aéroport Paris Charles de Gaulle.
En 2018, le groupe a été racheté par JAB Holding pour un montant de 1.5 milliard £,.

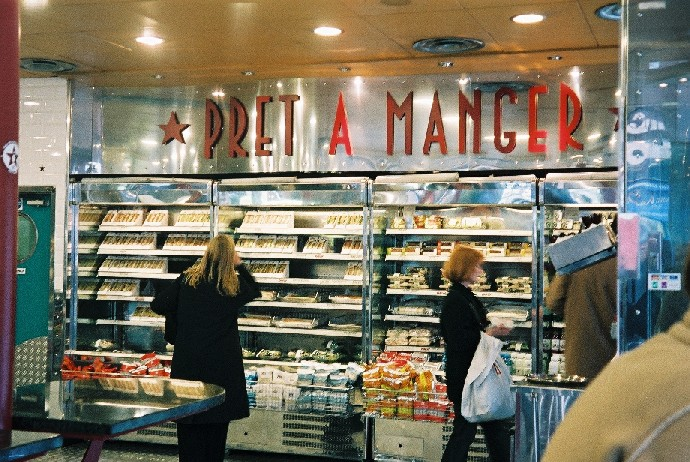
Intérieur d'un restaurant Pret A Manger à Londres

## Activité
Les menus sont constitués de sandwichs baguette, de wraps, de soupes, de salades et il y a également des sodas et du café. On trouve également des desserts, des muffins, des gâteaux ou encore des croissants.
L'idéologie[Laquelle ?] de la compagnie est rappelée plusieurs fois aux consommateurs (sur les murs, les emballages ou sur le site web), sous forme de différents messages numérotés. Cette chaîne de restaurants a choisi de ne pas apposer sur ses sandwichs la liste complète des ingrédients utilisés, elle se limite aux ingrédients principaux de la recette.